# Zogno
Zogno är en ort och kommun i provinsen Bergamo i regionen Lombardiet i Italien. Kommunen hade 8 883 invånare (2018).